# Brachydeutera congolensis
Brachydeutera congolensis är en tvåvingeart som beskrevs av Wirth 1964. Brachydeutera congolensis ingår i släktet Brachydeutera och familjen vattenflugor. Inga underarter finns listade i Catalogue of Life.